# Ронна Мак-Деніел
Ронна Ромні Мак-Деніел (англ. Ronna Romney McDaniel; нар. 20 березня 1973, Остін, Техас) — американський політик, голова Національного комітету Республіканської партії з 2017 року, голова Республіканської партії штату Мічиган з 2015 до 2017 року. Мак-Деніел є онукою колишнього губернатора штату Мічиган і міністра в адміністрації Ніксона Джорджа Ромні і племінницею сенатора США Мітта Ромні.

## Біографія
Навчалась у середній школі Лассера в Блумфілд-Гіллз, штат Мічиган. Здобула ступінь бакалавра з англійської мови в Університеті Брігама Янга.
Працювала у SRCP Media менеджером з виробництва. Вона також була бізнес-менеджером у компанії Mills James та менеджером у штаті фірми Ajilon.
Брала участь у виборчій кампанії свого дядька Мітта Ромні у Мічигані на президентських виборах 2012 року. 2014 року була обрана представником штату Мічиган для Республіканського національного комітету.
Під час президентських виборів у 2016 році Мак-Деніел була делегатом на Національній конференції Республіканської партії для Дональда Трампа.
Мак-Деніел та її чоловік Патрік Мак-Деніел мають двох дітей. Живуть у місті Нортвіль, штат Мічиган.